# 서성달
서성달(徐成達, 1892년 12월 7일~?)은 대한민국의 정치인이다. 본관은 이천이다.
니혼 대학 법과를 졸업하였다. 제헌 국회의원 선거 당시 고양군 갑 선거구에 출마해 당선되었다. 이후 제헌 국회 내의 반민특위 조사위원으로 선임되었다. 제헌 국회의원 임기 중 민주국민당에 입당하였다. 이후 제2대 국회의원 선거 출마를 위해 대한국민당에 입당했다. 하지만 제2대 국회의원 선거는 대한노동총연맹의 후보로 출마했으며 3위로 낙선했다. 제3대 국회의원 선거에는 같은 선거구에 대한국민당의 후보로 출전했지만 5위로 낙선했다.

## 역대 선거 결과
|  | 32.03% |

|  | 2.76% |

|  | 6.39% |

## 참고자료
- 《대한민국 의정총람》, 국회의원총람발간위원회, 1994년
- 서성달 - 대한민국헌정회